# Gibraltar (Wisconsin)
Gibraltar è un comune degli Stati Uniti, situato in Wisconsin, nella Contea di Door.